# Бозжанов, Нурмухамед
Нурмухамед Бозжанов (октябрь 1906, а. № 24, Карабалыкская волость, Кустанайский уезд, Тургайская область, Российская империя — 16 декабря 1944) — советский государственный и партийный деятель. Председатель Верховного совета Казахской ССР (1939—1944). Первый секретарь Алма-Атинского обкома КП(б) Казахстана (1944).

## Биография
С 1919 до 1925 года батрачил. В 1925—1926 годах — слушатель Кустанайской окружной школы советского и партийного строительства. В 1931—1932 годах обучался на курсах партийного актива.
С октября 1926 по 1929 год работал инструктором Карабалык районного комитета Союза сельскохозяйственных рабочих (Кустанайский округ).
В 1928 году вступил в ВКП(б). В 1929—1930 гг. — ответственный секретарь Карабалыкского районного комитета ВЛКСМ Кустанайского округа.
Затем до 1931 года — инструктор районного комитета ВКП(б) Казакской АССР, заместитель председателя Джетыгаринского райколхозсоюза. В 1931 году назначен секретарём парткома (или партколлегии?) Карабалыкской районной контрольной комиссии Рабоче-крестьянской инспекции.
В 1932—1933 годах — секретарь комитета ВКП(б) Октябрьского овцесовхоза № 8.
В 1933—1934 годах работал заведующим Оргделом Октябрьского районного комитета ВКП(б), затем в 1934 г. назначен вторым секретарём Каратальского районного комитета ВКП(б) (Алма-Атинская область).
Позже переведен на должность второго секретаря Кастекского районного Совета Алма-Атинской области.
С 1934 по 1935 год — председатель исполнительного комитета Кастекского районного Совета Алма-Атинской области.
В 1935—1938 учился в Казахском институте марксизма-ленинизма.
С 1938 по 1939 год — второй секретарь Северо-Казахстанского областного комитета КП (б) Казахстана.
В 1939 году переведен заместителем заведующего Организационно-инструкторским отделом ЦК КП(б) Казахстана, затем в том же году — заместителем заведующего Отделом кадров ЦК КП(б) Казахстана.
С 25 сентября 1939 по 16 декабря 1944 работал председателем Верховного Совета Казахской ССР.
Одновременно, с сентября 1944 года до дня смерти — первый секретарь Алма-Атинского областного комитета КП(б) Казахстана.
Трагически погиб в авиакатастрофе. Похоронен на Центральном кладбище Алма-Аты.

## Награды
- орден Трудового Красного Знамени